# Sudáfrica en los Juegos Olímpicos de Nagano 1998
Sudáfrica estuvo representada en los Juegos Olímpicos de Nagano 1998 por 2 deportistas que compitieron en 2 deportes.  
La portadora de la bandera en la ceremonia de apertura fue la patinadora artística Shirene Human. El equipo olímpico sudafricano no obtuvo ninguna medalla en estos Juegos.